# جيمس آغي
جيمس روفوس آغي (بالإنجليزية: James Agee)‏ (27 نوفمبر 1909 – 16 مايو 1955) كان روائيًا، وصحفيًا، وشاعرًا، وكاتب سيناريو، وناقدًا سينمائيًا أمريكيًا. في أربعينيات القرن العشرين، كان واحدًا من أكثر نقاد الأفلام تأثيرًا في الولايات المتحدة. فازت رواية السيرة الذاتية الخاصة به موت في العائلة (1957) بجائزة بولتزر بعد وفاته.

## نشأته وتعليمه
وُلد آغي في نوكسفيل، تينيسي، لوالديه هيو جيمس آغي ولورا ويتمان تايلر، في هايلاند أفينيو والشارع الخامس عشر، الذي تغير اسمه إلى شارع جيمس آغي، في عام 1909، في ما يُعرف الآن بحي فورت ساندرس. قُتل والد آغي عندما كان عمره ستة أعوام في حادث سيارة. منذ سن السابعة، درس آغي واخته الأصغر في عدة مدارس داخلية. كان أبرزها المدرسة الواقعة في كوخ والدته الصيفي على بعد ميلين من سيواني، تينيسي. كانت مدرسة سانت أندروز سيواني لصبيان الجبل تديرها رتبة الصليب المقدس الرهبانية التابعة للكنيسة الأسقفية. بدأت هناك في عام 1919 صداقةٌ استمرت مدى الحياة بين آغي والقس الأسقفي جيمس هارولد فلاي، الذي كان مدِّرس تاريخ في مدرسة سانت أندروز، وزوجته غريس إيلانور هوتون. وباعتباره صديق آغي المقرب ومعلمه، فقد تراسل فلاي معه بخصوص المواضيع الأدبية والمواضيع الأخرى خلال حياته وأصبح واثقًا من الصراع الروحي لآعي. نشر الرسائل بعد وفاة آغي. أعلنت مراجعة كتب صحيفة النيويورك تايمز أن رسائل جيمس آغي للأب فلاي (1962) »تُقارَن من حيث الأهمية مع »الانهيار« لفيتسجيرالد ورسائل توماس وولف باعتبارها صورة ذاتية للفنان في المسرح الأمريكي الحديث«.
تزوجت والدة آغي بأمين الصندوق الأب إيرسكين رايت في عام 1924، وانتقل الاثنان إلى روكلاند، مين. ارتاد آغي ثانوية نوكسفيل للعام الدراسية 1924-1925، ثم سافر مع الأب فلاي إلى أوروبا في الصيف، عندما كان عمره 16 عامًا. عند عودتهم، انتقل آغي إلى مدرسة داخلية في نيوهامبشير، ودخل دفعة عام 1928 في أكاديمية فيليبس أكستر. بعد ذلك بفترة قصيرة، بدأ مع بالمراسلة مع دوايت مكدونالد.
في فيليبس أكستر، كان آغي رئيس نادي المشكاة ومحرر مجلة منثلي حيث نشرت أول قصصه القصيرة، ومسرحياته، وشعره، ومقالاته. على الرغم من اجتيازه العديد من دوراته في المدرسة الثانوية بصعوبة، قُبل آغي في كلية هارفارد في دفعة عام 1932، حيث سكن في ثاير هول وإليوت هاوس. تلقى آغي في هارفارد دروسًا من قبل روبرت هيلير وآي. إيه. ريتشاردز؛ كان زميله في تلك الحصص الشاعر المستقبلي روبرت فيتسجيرالد، الذي عمل معه في النهاية في مجلة تايم. كان آغي رئيس تحرير هارفارد أدفوكيت وألقى قصيدة غنائية عند تخرجه.

## حياته المهنية
بعد التخرج، وُظِّفَ آغي مراسلًا لصالح مؤسسة تايم محدودة المسؤولية، وانتقل إلى مدينة نيويورك، حيث كتب لمجلة فورتشن بين عامي 1932-1937، رغم أنه يشتهر بنقده للأفلام في تايم وذا نيشن. في عام 1934، نشر مجلده الشعري الوحيد، اسمحي لي برحلة، بمقدمة كتبها أرشيبالد ماكليش.
في صيف عام 1936، وخلال الكساد الكبير، أمضى آغي ثمانية أسابيع في مهمة لمجلة فورتشن مع المصور والكر إيفانز، وعاش بين المزارعين في ألباما. في حين لم تنشر فورتشن مقالته، حول آغي مادتها إلى كتاب بعنوان دعونا الآن نمجد الرجال المشاهير (1941). بيع منه 600 نسخة فقط قبل أن يصبح كتابًا راكدًا. اكتُشفت مخطوطة أخرى من نفس المهمة في عام 2003، بعنوان مستأجرو القطن، ويُعتقد أنها المقالة التي قُدِّمت إلى محرري فورتشن. نُشر النص المكون من 30,000 كلمة، مع صور التقطها والكر إيفانز، على شكل كتابٍ في يونيو عام 2013. يكتب جون إرميا سوليفان في عدد صيف عام 2013 من مجلة بوك فوروم أن »هذا ليس مجرد مسودة قديمة وجزئية للرجال المشهورين، بعبارة أخرى، ليس مجرد كتاب مختلف؛ إنه آغي مختلف، آغي مجهول. يجب أن يعزز إتقانُه سمعتَه«. فارق مهم بين العملين هو استعمال الأسماء الأصلية في مستأجرو القطن؛ خصص آغي أسماءً خيالية لشخصيات الرجال المشاهير لغرض حماية هوياتهم.

## روابط خارجية
- جيمس آغي على موقع IMDb (الإنجليزية)
- جيمس آغي على موقع ميتاكريتيك (الإنجليزية)
- جيمس آغي على موقع الموسوعة البريطانية (الإنجليزية)
- جيمس آغي على موقع روتن توميتوز (الإنجليزية)
- جيمس آغي على موقع ميوزك برينز (الإنجليزية)
- جيمس آغي على موقع أول موفي (الإنجليزية)
- جيمس آغي على موقع قاعدة بيانات برودواي على الإنترنت (الإنجليزية)
- جيمس آغي على موقع قاعدة بيانات الأفلام السويدية (السويدية)
- جيمس آغي على موقع إن إن دي بي (الإنجليزية)
- جيمس آغي على موقع ديسكوغز (الإنجليزية)